# Allurjapyx
Allurjapyx es un género de Diplura en la familia Japygidae.

## Especies
- Allurjapyx aethiopicus Silvestri, 1930
- Allurjapyx leleupi (Pagés, 1952)